# پل سوخته
پل‌سوخته منطقه‌ای در افغانستان است که در غرب شهر کابل قرار دارد. از این ناحیه دریای کابل که از کوهای پغمان سرچشمه می‌گیرد، می‌گذرد.
نام این منطقه از پل بزرگی که در مرکز این ناحیه قرار دارد، گرفته شده است. اکثر ساکنان این منطقه را هزاره‌ها تشکیل داده است و نیز سایر اقوام در این منطقه زندگی می‌کند. مناطق همجوار این منطقه، کوته سنگی، پل سرخ، و سرکاریز است.